# Gilangharjo
Gilangharjo is een bestuurslaag in het regentschap Bantul van de provincie Jogjakarta, Indonesië. Gilangharjo telt 14.661 inwoners (volkstelling 2010).